# Bruce Hick
Bruce Samuel Hick OAM (* 20. August 1963 in Rockhampton) ist ein ehemaliger australischer Leichtgewichts-Ruderer. Er gewann eine olympische Bronzemedaille und drei Weltmeistertitel.

## Karriere
Hick nahm 1985 im Doppelzweier am Match des Seniors teil und belegte den vierten Platz. Bei den Weltmeisterschaften 1987 belegte er mit dem Leichtgewichts-Achter den achten Platz. 1988 erreichte er mit dem Leichtgewichts-Vierer ohne Steuermann den sechsten Platz. 1990 wurden die Weltmeisterschaften in Tasmanien ausgetragen. Vor heimischem Publikum gewannen Stephen Hawkins, Bruce Hick, Gary Lynagh und Simon Burgess im Leichtgewichts-Doppelvierer die Bronzemedaille hinter den Italienern und den Franzosen. 1991 in Wien siegte der australische Leichtgewichts-Doppelvierer in der Besetzung des Vorjahres mit zwei Zehntelsekunden Vorsprung vor den Schweden. 1992 in Montreal und 1993 in Račice u Štětí gewannen Hick und Lynagh im Leichtgewichts-Doppelzweier.
1994 wechselten Hick und Lynagh in den Leichtgewichts-Vierer ohne Steuermann. In der Besetzung Bruce Hick, Gary Lynagh, James Seppelt und Andrew Stunnel gewann das australische Boot bei den Weltmeisterschaften in Indianapolis Silber hinter den Dänen. 1995 kehrte Hick in den Leichtgewichts-Doppelzweier zurück und erkämpfte mit Anthony Edwards Bronze bei den Weltmeisterschaften in Tampere hinter den Booten aus der Schweiz und aus Schweden. Bei den olympischen Premiere des Leichtgewichts-Ruderns 1996 in Atlanta siegten die Schweizer Brüder Michael und Markus Gier vor dem Boot aus den Niederlanden und den Australiern.
1997 ruderte Bruce Hick nicht international, 1998 belegte er im Leichtgewichts-Doppelzweier den zwölften Platz bei den Weltmeisterschaften. 1999 kam Hamish Karrasch zu Bruce Hick ins Boot und die beiden Australier gewannen hinter den Italienern Silber bei den Weltmeisterschaften in St. Catharines. Zum Abschluss seiner Karriere startete Bruce Hick im Alter von 37 Jahren zusammen mit Hamish Karrasch bei den Olympischen Spielen 2000 vor heimischem Publikum in Sydney. Die beiden Australier belegten den siebten Platz.
Der 1,84 m große Hick ruderte für den Canberra Rowing Club.
Für Verdienste um den Rudersport wurde er 1994 mit der Medaille des Order of Australia ausgezeichnet.